# 덕풍서로
덕풍서로(德豊西路)는 경기도 하남시 덕풍동에 있는 도로이다. 기점과 종점이 모두 덕풍북로와 접한다. 풍산고등학교와 이마트 하남점, 덕풍3동주민센터, 덕풍119안전센터, 하남농협 본점이 이 도로에 위치한다. 덕풍3동의 중심을 남북으로 관통하며 중간에 덕풍로와 교차한다. 도로명은 덕풍로의 서쪽에 있다는 뜻이다.